# Lake Kamakshi
Der Lake Kamakshi ist ein See an der Prinzessin-Astrid-Küste des ostantarktischen Königin-Maud-Lands. Er liegt in der Schirmacher-Oase.
Indische Wissenschaftler benannten ihn nach der Göttin Kamakshi.